# Hotel »Pri poginulem alpinistu« (film)
Hotel »Pri poginulem alpinistu«  (estonsko "Hukkunud Alpinisti" hotell, rusko Отель «У погибшего альпиниста») je sovjetsko-estonski znanstvenofantastični film režiserja Grigorija Kromanova in prva ekranizacija istoimenskega znanstvenofantastičnega romana bratov Strugacki iz leta 1974.

## Zgodba
Policijski inšpektor je zaradi nujnega klica prišel v hotel, vendar ni našel zločina. Opazil pa je čudne stvari. Odločil se je odditi, vendar se je vsul snežni plaz. Kmalu zatem je odkril truplo ubitega gosta. Sum je padel na vse, ki se nahajajo v hotelu ...

## Vloge
- Uldis Pucitis - Inšpektor Glebski
- Jüri Järvet - Alek Snevar
- Karlis Sebris - Gospod Mojzes
- Irena Krjauzajte - Gospa Mojzes
- Lembit Peterson - Simone
- Mikk Mikiver - Hinkus
- Sulev Luik - Luarvik L. Luarvik
- Nyole Ozhelite (Nijole Oželite) - Brjun
- Kaarin Raid - Kajsa
- Tiit Härm - Olaf Andvarafors